# Bahnstrecke Teutschenthal–Salzmünde
| Streckennummer (DB): | 6840                    |                    |                    |
| Kursbuchstrecke: | 153f (1934) 201c (1944) |                    |                    |
| Streckenlänge: | 8,6 km                  |                    |                    |
| Spurweite: | 1435 mm (Normalspur)    |                    |                    |
| |                         |                    |                    |
| \| \| \| von Hann. Münden \| \| \| \| 0,0 \| Teutschenthal \| Teutschenthal \| \| \| \| nach Halle (Saale) \| \| \| \| \| Bundesstraße 80 \| \| \| \| 3,4 \| Bennstedt \| Bennstedt \| \| \| 6,4 \| Zappendorf \| Zappendorf \| \| \| \| Halle–Hettstedt \| \| \| \| 8,6 \| Salzmünde \| Salzmünde \| |                         |                    |                    |
| Strecke |                         | von Hann. Münden   | von Hann. Münden   |
| Bahnhof | 0,0                     | Teutschenthal      | Teutschenthal      |
| Abzweig ehemals geradeaus und nach rechts |                         | nach Halle (Saale) | nach Halle (Saale) |
| Strecke mit Straßenbrücke (Strecke außer Betrieb) |                         | Bundesstraße 80    | Bundesstraße 80    |
| Bahnhof (Strecke außer Betrieb) | 3,4                     | Bennstedt          | Bennstedt          |
| Haltepunkt / Haltestelle (Strecke außer Betrieb) | 6,4                     | Zappendorf         | Zappendorf         |
| Kreuzung geradeaus unten (Strecken außer Betrieb) |                         | Halle–Hettstedt    | Halle–Hettstedt    |
| Kopfbahnhof Streckenende (Strecke außer Betrieb) | 8,6                     | Salzmünde          | Salzmünde          |

Die Bahnstrecke Teutschenthal–Salzmünde war eine normalspurige Nebenbahn in Sachsen-Anhalt. Die Strecke wurde am 22. Oktober 1888 eröffnet und führte vom Bahnhof Teutschenthal an der Bahnstrecke Halle–Hann. Münden nach Salzmünde.
Der Personenverkehr war stets gering, so verkehrten 1944 vier Zugpaare zwischen Teutschenthal und Salzmünde.
Bereits im August 1962 musste der Verkehr zwischen Bennstedt und Salzmünde wegen Oberbaumängeln eingestellt werden. Allerdings wurde noch für die Anschließer in Salzmünde ein Straßenroller-Transport von Salzmünde Süd an der Strecke Halle–Hettstedt nach Salzmünde eingerichtet. Dort bestand ein Inselbetrieb mit Kleinlokomotiven zur Bedienung der dortigen Gleisanschlüsse.
Der Personenverkehr zwischen Teutschenthal und Bennstedt ging noch bis zum 22. Mai 1966, der Güterverkehr bis zum 31. Dezember 2001.
Mittlerweile sind die Gleisanlagen weitestgehend verschwunden. Das ehemalige Bahnhofsgebäude in Salzmünde befindet sich heute in Privatbesitz.